# Kalanchoe sexangularis
Kalanchoe sexangularis là một loài thực vật có hoa trong họ Crassulaceae. Loài này được N.E. Br. miêu tả khoa học đầu tiên.